# Presinszky Lajos
Presinszky Lajos (Nagycétény 1939. december 10. – 2010. április 3.) író-helytörténész, tanár, a Somorjai Honismereti Ház vezetője, a somorjai Bibliotheca Hungarica egyik alapítója.

## Élete
Az alapiskolát szülőfalujában, a középiskolát Párkányban végezte. 1957-ben érettségizett, majd 1960-ban Pozsonyban a Felsőbbfokú Pedagódiai Iskola magyar tagozatán szerzett földrajz-történelem szakos tanítói oklevelet. Előbb Nagycétényben, majd Nagylégen és Nagyszarván tanított, az utóbbi helyen iskolaigazgatóként is.
1967–1984 között a Szlovák Kommunista Párt dunaszerdahelyi járási bizottságában dolgozott, majd mint függetlenített pártelnök tevékenykedett. 1986–1988 között a Dunaszerdahelyi Járási Nemzeti Bizottság művelődési osztályának vezetője. 1988-tól a Somorjai Honismereti Ház vezetője volt. 1990-ig dunaszerdahelyi marxista-leninista egyetem igazgatója. Fiatalkorában a nagycétényi CsISz tagja volt, majd később a somorjai Csemadok alapszervezet egyik szervező tagja.
Elsősorban helytörténettel és paraszti-népi hagyományokkal foglalkozott.

## Emlékezete
- 2014-től pad Somorján[2]

## Művei
- Šamorín / Somorja; szlovákra ford. Magdaléna Fazekašová; ČSTK-Pressfoto, Bratislava, 1989
- Múltunk és jelenünk, 40. Fejezetek a Csemadok Dunaszerdahelyi járás alapszervezeteinek életéből; összeáll. Presinszky Lajos; Csemadok 38 Titkársága, Dunaszerdahely, 1989
- 1993 Fejezetek Tejfalu történetéből. Dunaszerdahely (tsz. Csiba László)
- 1993 Százhúsz éves a somorjai önkéntes tűzoltóság. Dunaszerdahely (tsz. Csiba László)
- 1995 Víz, Víz, Víz, Víz – Az 1965-ös Csallóközi árvíz Publicisztikai es Szépirodalmi Anyagaiból (tsz. Zalabai Zsigmond) ISBN 8085704498
- 1996 Csiba Lajos diáriuma – felső-csallóközi gazdaregulák, babonák, mesék és népszokások (szerk.)
- 1996 Somorja – történelmi olvasókönyv
- 1997 Šamorín – sakrálna architektúra. Malá vlastivedná knižnica 51. Komárno
- "Hamisabb a Duna a szép menyecskénél". Barangolás Felső-Csallóközben; sajtó alá rend., szerk. Presinszky Lajos; Integrita, Somorja, 1997
- 1998 Múltról a jelennek. Fejezetek Lég történelméből. Dunaszerdahely
- 2000 Nagyszarva. Mit hagytak ránk a századok. Nagyszarva
- 2000 Dercsika – a 2000. év tükrében. Dunaszerdahely
- 2000 Felső-csallóközi arcképcsarnok, CD
- 2000 Šamorín a okolie na pohľadniciach a fotografiách – Somorja és vidéke képeslapokon és fényképeken
- 2001 Nagypaka, Kispaka, Csukárpaka és lakosságának múltja. Somorja. (tsz. Frederik Federmayer)
- 2002 Mit hagytak ránk a századok. Fejezetek Vásárút történetéből. Somorja
- 2002 Mit hagytak ránk a századok? Fejezetek Nagycétény történelméből. Somorja
- 2002 Mit hagytak ránk a századok? Fejezetek Nagyabony történelméből. Somorja (tsz. Huszárné Edmár, M. és Olgyay, E.)
- 2002 Fejezetek Csallóközkürt történelméből. Somorja
- 2002 Múltról a jelennek – fejezetek Éberhárd történelméből. Somorja (tsz. Szilinszký Ferenc)
- 2002 Somorja és Tejfalu földrajzi nevei és gazdaregulái. Somorja (tsz. Móricz Zoltán)
- 2002 Bilincsbevert somorjaiak – Fellapoztam Somorja bűnügyi lajstromát
- Presinszky Lajos–Brányik György: Múltról a jelennek. Fejezetek Nemesgomba történelméből; FOTOS–Szitás Zoltán, Somorja, 2002
- 2003 Múltról a jelennek-Fejezetek Szentmihályfa történelméből. ISBN 80-968813-6-1
- Somorja és Tejfalu művelődéstörténete. Tanügy; Wanted design, Šamorín, 2004
- 2004 Múltunkról a jelennek. Alistál, Felistál, Tőnye (szerk.)
- 2006 Čo nám zanechali stáročia? kapitoly z dejín obce Tomášov. Šamorín (tsz. Szalay József)
- 2006 Mit hagytak ránk a századok? Fejezetek Nagybodak község történelméből (tsz. Ágh Magdolna)
- 2006 Múltról a jelennek – fejezetek Úszor történelméből. Somorja (tsz. Brányik György)
- Presinszky Lajos–Szilvássy József: Mit ránk hagytak a századok. Fejezetek Bős történelméből; Nap, Dunaszerdahely, 2008
- Hiedelemmondák, történeti mondák (Csiba Lajos kézirata alapján dolgozta fel)

## Külső hivatkozások
- Elhunyt Presinszky Lajos[halott link]
- Elhunyt Presinszky Lajos Archiválva 2010. április 6-i dátummal a Wayback Machine-ben
- Elhunyt Presinszky Lajos[halott link]